# Брусен (област Враца)
 За другото българско село вижте Брусен (Софийска област).  
Бру̀сен е село в Северозападна България, община Мездра, област Враца.

## География
Село Брусен се намира на около 17 km югоизточно от областния център Враца и около 3 km изток-югоизточно от общинския център Мездра. Разположено е в Мездренската хълмиста област, недалеч от левия (северния) бряг на река Искър. Надморската височина при църквата е около 204 m и се променя слабо в границите на селото.
Общински път – източно отклонение в Мездра от третокласния републикански път III-103, минава през Брусен и води на изток през село Царевец към селата нататък.
Брусен е спирка на минаващата северно край селото железопътна линия София – Горна Оряховица – Варна.
Землището на село Брусен граничи със землищата на: село Долна Кремена на северозапад и север; село Царевец на изток; село Лик на югоизток; село Дърманци на югозапад; град Мездра на запад.
Населението на село Брусен, наброявало 593 души при преброяването към 1934 г. и 600 – към 1946 г., намалява постепенно до 531 – към 1992 г., 466 – към 2001 г. и 408 (по текущата демографска статистика за населението) – към 2020 г.
При преброяването на населението към 1 февруари 2011 г., от обща численост 436 лица, за 390 лица е посочена принадлежност към „българска“ етническа група, за „турска“ и „други“ не са посочени данни, за 31 – към ромска, за 3 – не се самоопределят и за 11 не е даден отговор.

## История
Селото се споменава в османските регистри от 1430 г. с името Брусене, което е свидетелство, че е заварено от османските поробители в края на XIV в. с днешното си име и няма съмнение, че е било основано много време преди османското нашествие. Археологическите материали и градежът на средновековната църква, наречена „Латинската черкова“, показват, че около нея е имало българско селище през времето на Второто българско царство (1187 – 1396 г.).
През 1887 г. в село Брусен е открито Народно начално училище „Отец Паисий“ с учител Петко Ценов Попов от село Долна Кремена, Врачанско. През 1891 г. учител е Димитър Цолов от село Тлачене. В същата година е построена училищна сграда, в която са се провеждали учебните занимания до 1940 г. През 1941 г. е построена нова училищна сграда. Училището е действало, вероятно, до 1948 г.
Трудово кооперативно земеделско стопанство (ТКЗС) – село Брусен е основано на 20 ноември 1948 г. През 1963 г. са построени два рибарника за шаран, ферма за едър рогат добитък, свинеферма и птицеферма. Стопанството няма странични предприятия. От 1958 г. ТКЗС – Брусен е присъединено към обединеното ТКЗС (ОТКЗС) „Гаврил Генов“ – град Мездра, основано на 1 януари 1958 г. чрез обединяване на отделните стопанства в селата Долна Кремена, Горна Кремена, Брусен, Дърманци, Крета и град Мездра. Впоследствие стопанството в Брусен преминава като подразделение през Държавно земеделско стопанство (ДЗС) „Гаврил Генов“ – Мездра, Аграрно-промишлен комплекс (АПК) – Мездра и така нататък до ликвидирането му.
През 1954 г. потребителната кооперация в Брусен се присъединява към започналата да се уедрява градска потребителна кооперация „Наркооп“ – град Мездра.

## Население
Преброяване на населението през 2011 г.
Численост и дял на етническите групи според преброяването на населението през 2011 г.:
|                     | Численост | Дял (в %) |
| Общо                | 436       | 100,00    |
| Българи             | 390       | 89,44     |
| Турци               | 0         | 0,00      |
| Цигани              | 31        | 7,11      |
| Други               | 0         | 0,00      |
| Не се самоопределят | 3         | 0,68      |
| Неотговорили        | 11        | 2,52      |

## Обществени институции
Село Брусен към 2022 г. е център на кметство Брусен.
В село Брусен към 2022 г. има:
- действащо читалище „Светлина – 1931“;[12][13]
- православна църква (параклис) „Свети Йоан Кръстител“.[14][15]